# Озерянський замок
Озерянський замок — втрачена оборонна споруда у селі Озеряни Чортківського району Тернопільської области України.

## Історія
Поселення на місці Озерян існувало з ХІІ століття. Це село пройшло через два спустошливих татарських набіги — в середині ХІІІ століття і наприкінці XV століття, у 1496 р. Однак Озеряни не тільки змогли відродитися, а й стали містечком, саме під таким статусом населений пункт згадується у 1565 р. Місто надзвичайно швидко розвивалося, оскільки воно було частиною соляного шляху — а цей товар в середньовіччя давав найбільший прибуток у даній місцевості.
В XVI столітті було споруджено муровани замок, який був зруйнований у другій половині XVII століття і після цього не відновлювався. Фортецю розібрали на будматеріал, а башта збереглася.
Озеряни були містом до початку ХХ століття, однак після Першої світової війни стали звичайним селом.

## Опис
Збереглися лише башта, на висоту одного поверху, є добре збережені підвали.